# 平采娜·樂維瑟派布恩
平采娜·樂維瑟派布恩（羅馬化：Pimchanok Luevisadpaibul，泰語發音：[pʰīmpʰʃ.nó̞k̚ ɾɨ̄ː.ʋý.sɪ̀t̚.pʰɐ̄ɪ.bʊ̄ːn]，漢名呂愛惠，1992年9月30日—），乳名Baifern。出生於泰國曼谷律實縣的女演員。
平采娜·樂維瑟派布恩最為人所知的是在2010年出演的電影《初戀那件小事》，以低成本高票房成績紅遍亞洲。 2016年，從詩納卡寧威洛大學美術與應用藝術學院畢業，同時因與7台合約結束不再續約而成為自由演員。

## 生平

### 早期生活
Baifern於1992年9月30日生於泰國曼谷，其祖父籍貫廣東潮州，有四分之一華人血統。其姓氏Luevisadpaibul的來源就是由中文姓氏Lue（呂）改寫而來。在2012年6月1日至6日的訪華宣傳中，她的父親在臉書公佈其中文姓名為呂愛惠。Baifern父親從事出口業務，母親則擔任社工。她是家中長女，有一個小她兩歲的弟弟。小時候學過韻律體操，並多次參加團隊比賽。

### 教育
Baifern曾在Min Prasart Wittaya School (โรงเรียนมีนประสาทวิทยา)就讀小學一到四年級，接著轉學到Thep Aksorn School (โรงเรียนเทพอักษร)完成高年級學業。高中畢業於九后崇圣预科中学。2016年，她正式从詩納卡寧威洛大學的美術與應用藝術學院畢業。

## 個人生活

### 感情
Baifern曾与扎隆·索纳特（Top）交往。2018年11月，Baifern对媒体坦言两人已经分开好一段时间。两人也表示分手原因绝不是因为第三者的出现。
2023年5月8日，Baifern與男星納帕·西恩索邦（Nine）於“True-DTAC”代言活動的記者聯訪證實情侶關係。
2024年6月，泰國媒體爆料Baifern與納帕·西恩索邦（Nine）疑似分手消息，Baifern於幾天後出席品牌代言活動表示拒絕回答感情相關問題，並表示將於日後活動再向大眾說明。
6月26日，Nine於個人Instagram發表聲明：「希望大家停止揣測與傳播不實消息，某些言論已影響Baifern、自己以及雙方家人，盼外界給予時間處理，且會找時間公開回覆。」
7月3日，Nine宣布將於隔日下午舉行記者會。」。7月4日，Nine證實：「已與Baifern分手，兩人退回朋友關係，除了我以外誰也不怪，是我沒有平衡好關係。」

## 演藝經歷
Baifern是在就讀小學六年級時，在訓練場被一個正在尋找童星的模特團隊相中，並說服她為Pop Teen的學生鞋拍攝廣告，這也是她進入演藝圈的開始。
2008年，Baifern在就讀高中期間拍攝了泰國金獎導演塔侬猜·索恩斯里维柴指導的潘婷洗髮精廣告，平采娜·樂維瑟派布恩在廣告中飾演一名從小聾啞的女孩，在老爺爺的鼓勵下，刻苦練習拉小提琴，最後演奏出震撼人心的卡農。這支廣告榮獲2009年紐約電影節（New York Festivals）短片項目的銀牌獎（Silver World Medal）。
2009年，Baifern主演首部電影《功夫好小子》飾演“Buru”一角，正式進入演藝圈，並加入泰國7台。
2010年，在青春校園電影《初戀那件小事》飾演女主角小嵐，自此知名度大開，同年憑藉該片獲得《TV Pool Top Awards 2010》最佳新秀女演員獎。
2016年，泰國第7電視臺發出声明，Baifern與7台的合約將於5月到期，討論過後決定不再續約，未來將以自由藝人的身分活動。
2019年在泰劇《吹落的樹葉》飾演跨性別者“Nira”，演藝事業達到顛峰。
2020年與馬里奧·毛瑞爾繼電影《初戀那件小事》後，時隔10年再度合作主演電影《AI爱上你》。

## 作品列表

### 電影
| 首映年份 | 片名                               | 片名         | 角色                  | 備註                                               |
| 首映年份 | 譯名                               | 原文名       | 角色                  | 備註                                               |
| 2003年   | 《Nai Asoke Gub Nangsao Plernjit》 |              | Aon                   | 童年                                               |
| 2007年   | 《The Sanctuary of Sea》           |              | Koi                   | 童年時期 （紀念泰王蒲美蓬·阿杜德80歲誕辰系列短片） |
| 2009年   | 《功夫好小子》                     |              | Buru                  | 少年                                               |
| 2009年   | 《非常想念》                       |              | Noon                  |                                                    |
| 2009年   | 《人肉麵線》                       |              | Nida                  |                                                    |
| 2010年   | 《初戀那件小事》                   |              | Nam （）              |                                                    |
| 2010年   | 《相同故事》                       |              | Milk                  | 紀念短片 （皇家倡議下的乳牛項目）                  |
| 2010年   | 《玩命KO：曼谷重擊》               |              | Baifern               |                                                    |
| 2011年   | 《愛一夏》                         |              | KhaiMuk （珍珠）      |                                                    |
| 2012年   | 《愛神的星跳》                     |              | Sririta Taylor        | 菲律賓電影客串                                     |
| 2014年   | 《兇地》                           |              | Ant                   |                                                    |
| 2015年   | 《我愛喵星人》                     |              | Meyo                  |                                                    |
| 2015年   | 《追到過去》                       |              | Som                   |                                                    |
| 2017年   | 《The Guys》                       | 《The Guys》 | Sukun的妹妹           |                                                    |
| 2019年   | 限時好友                           |              | Gink （琴）           |                                                    |
| 2020年   | 《騙騙愛上你》                     |              | Ina Jitimaim （伊娜） |                                                    |
| 2020年   | 《花木蘭》                         |              | 花木蘭 （Mulan）      | 泰语配音                                           |
| 2022年   | 《AI愛情故事》                     |              | Lana （拉那）         | Netflix服務區上映                                  |

### 電視劇
註：Baifern於2007年在電視劇《深紅湖》中亮相，該劇於ITV頻道首播。隨後在2008年1月與泰國第7電視台簽訂為期七年的演員合約（2009年生效）。
| 首播年份 | 戲名                 | 戲名                                                | 播放平台                          | 角色                                 | 備註   |
| 首播年份 | 译名                 | 原文名                                              | 播放平台                          | 角色                                 | 備註   |
| 2007年   | 《深紅湖》           |                                                     | ITV                               | 未知                                 | 未知   |
| 2010年   | 《少年追夢》         |                                                     | Ch7HD                             | Noina                                | 女主角 |
| 2010年   | 《糯米飯戰士》       |                                                     | Ch7HD                             | Mali                                 | 女配角 |
| 2010年   | 《戲班小子》         |                                                     | Ch7HD                             | Rumthai                              | 女主角 |
| 2011年   | 《河域魔愛》         |                                                     | Ch7HD                             | Kumlah                               | 女配角 |
| 2011年   | 《神奇王土》         |                                                     | Ch7HD                             | Whan                                 | 女主角 |
| 2012年   | 《神燈裡的小惡魔》   |                                                     | Ch7HD                             | Nanny                                | 女主角 |
| 2013年   | 《繽紛之實2013》     |                                                     | Ch7HD                             | Sutapan （Ta）                       | 女主角 |
| 2014年   | 《親愛的鬼先生》     |                                                     | Ch7HD                             | Nammon                               | 女主角 |
| 2016年   | 《天鵝寶座》         |                                                     | Ch7HD                             | Jomkwan Leelawattanachai （Lee）     | 女主角 |
| 2016年   | 《天鵝寶座》         | Miss Chou                                           | Ch7HD                             |                                      | 女主角 |
| 2017年   | 《舞動奇蹟》         |                                                     | GMM25                             | Fang                                 | 女主角 |
| 2017年   | 《火之迷恋》         |                                                     | GMM25                             | Kankaew Sikhanol （Kan／Kaew）       | 女主角 |
| 2018年   | 《美麗男孩》         |                                                     | Ch3Thailand                       | Meet                                 | 女主角 |
| 2018年   | 《降伏魔女的手段》   |                                                     | GMM25                             | Rumpapat （Rumpat）                  | 女主角 |
| 2019年   | 《秘密花園》         |                                                     | True4U                            | Veena                                | 女主角 |
| 2019年   | 《吹落的樹葉》       |                                                     | One 31                            | Nira Kongsawad （Nira／Ni）          | 女主角 |
| 2019年   | 《沙粒公主》         |                                                     | GMM25                             | Kotchanipa （Kot）                   | 女主角 |
| 2019年   | 《平行世界》         |                                                     | True4U                            | Sky                                  | 女主角 |
| 2021年   | 《46天婚禮大作戰》   |                                                     | GMM25                             | Sasinipha Chiewchankit （Ying Ying） | 女主角 |
| 2022年   | 《皇家項鍊》         |                                                     | Ch3Thailand                       | Sroi Sabunnga                        | 女主角 |
| 2022年   | 《皇家項鍊》         | Wong Kosum （Ngam）                                 | Ch3Thailand                       |                                      | 女主角 |
| 2022年   | 《皇家項鍊》         | Mom Sroi Sabunnga Rawikul Na Ayutthaya （Mom Ngam） | Ch3Thailand                       |                                      | 女主角 |
| 2022年   | 《皇家項鍊》         | Sroi Sabunnga Sureechot                             | Ch3Thailand                       |                                      | 女主角 |
| 2022年   | 《纱丽迷情》         |                                                     | One 31                            | Nuannuerkaew Narakul（Nuan）         | 女主角 |
| 2024年   | 《Beauty Newbie》    |                                                     | GMM 25                            | Prima Paspimol （Liu）               | 女主角 |
| 2024年   | 《金色光芒2024》     |                                                     | One 31                            | Thongdee Boonpoonsap                 | 女主角 |
| 2024年   | 《金色光芒2024》     | Thongprakai Jaradruedi                              | One 31                            |                                      | 女主角 |
| 2024年   | 《蒂莎的抗争与重生》 |                                                     | One 31（剪辑版）、 oneD（完整版） | 蒂莎 （Thicha）                      | 女主角 |

### 單元劇
| 首播年份 | 戲名                                                           | 戲名   | 播放平台 | 角色 | 備註   |
| 首播年份 | 譯名                                                           | 原文名 | 播放平台 | 角色 | 備註   |
| 2017年   | 《Club Friday The Series 8 是否有真愛系列之4：是真愛還是憐憫》 |        | GMM25    | Eye  | 女主角 |

### 音乐录影带
| 年份   | 歌名                       | 歌名         | 歌手                                    | 備註                               |
| 年份   | 譯名                       | 原文名       | 歌手                                    | 備註                               |
| 2004年 | 口水                       |              | Silly Fools                             | 不適用                             |
| 2006年 | 平凡                       |              | James Ruangsak                          | 不適用                             |
| 2006年 | 我們愛媽媽                 |              | RS旗下藝人                              | 不適用                             |
| 2006年 | 回到14歲                   |              | Sek Loso                                | 不適用                             |
| 2009年 | 心痛                       |              | Sek Loso                                | 不適用                             |
| 2009年 | 這首歌                     |              | THE STAR 5-Singto                       | 不適用                             |
| 2010年 | 初戀那件小事               |              | 塔納克里特·帕尼奇維特                   | 《初戀那件小事》同名原声带         |
| 2012年 | 說愛讓他知道               |              | 平采娜·樂維瑟派布恩 & 安雅琳·堤拉塔南帕 | 《神燈裡的小惡魔》原声带           |
| 2013年 | 國王是人民的元首           |              | 泰國第7電視台旗下藝人                   | 歌頌國王陛下                       |
| 2015年 | 視線                       |              | 平采娜·樂維瑟派布恩                     | 電影《追到過去》原声带             |
| 2016年 | 發自內心的承諾             |              | 平采娜·樂維瑟派布恩                     | 《天鵝寶座》原声带                 |
| 2017年 | May I ?                    |              | Ronnadet Wongsaroj                      | 不適用                             |
| 2018年 | Kid Teung Jung (Ma Ha Noi) |              | 普拉莫特·帕森                           | 不適用                             |
| 2019年 | Sexy Sexy                  | Sexy Sexy    | Lipta feat. OG-ANIC and Nino            | 不適用                             |
| 2019年 | 我們                       |              | Cocktail                                | 不適用                             |
| 2019年 | All for love               | All for love | 平采娜·樂維瑟派布恩                     | Mistine x Color Twist 彩妝筆廣告曲 |
| 2020年 | Wink and Dance             |              | 平采娜·樂維瑟派布恩                     | Ing On 品牌主題曲                  |
| 2021年 | Please                     |              | URBOYTJ x Ing On                        | Ing On廣告主題曲                   |
| 2021年 | Chin Up                    | Chin Up      | Tom Issara x Lookwa Pijika              | 專科Senka 廣告主題曲               |
| 2021年 | 與True建立好關係           |              | WANYAi x STAMP                          | True5G 廣告主題曲                  |
| 2023年 | 來一杯雀巢咖啡             |              | BOWKYLION                               | 雀巢咖啡廣告主題曲                 |
| 2023年 | 搖晃吧                     |              | 塔農·楚姆羅恩                           | 雀巢咖啡廣告主題曲                 |

## 註释

### 附註
1. ↑  變性後的Chananthawat Siriwat。

## 外部連結
- 平采娜·樂維瑟派布恩的Facebook專頁（泰文）
- 平采娜·樂維瑟派布恩的Instagram帳戶（泰文）
- 平采娜·樂維瑟派布恩的X（前Twitter）（泰文）
- 平采娜·樂維瑟派布恩的新浪微博
- YouTube上的平采娜·樂維瑟派布恩頻道（泰文）
- 平采娜·樂維瑟派布恩在豆瓣上的资料（简体中文）